# Batalla de Cábala
La batalla de Cábala se libró en Sicilia entre Cartago y Siracusa. Siracusa salió victoriosa.
No se sabe en qué año fue la batalla, pero pudo haber ocurrido de 378 a. C.  a 375 a. C. La ubicación exacta del combate es también desconocida.
Dionisio I comandaba las fuerzas siracusanas mientras que Magón comandaba a los cartagineses. Diodoro afirma que Magón fue asesinado y los cartagineses perdieron 10.000 hombres y que otros 5.000 fueron hechos prisioneros.